# Desmanthus leptophyllus
Desmanthus leptophyllus är en ärtväxtart som beskrevs av Carl Sigismund Kunth. Desmanthus leptophyllus ingår i släktet Desmanthus och familjen ärtväxter. Inga underarter finns listade i Catalogue of Life.

## Bildgalleri

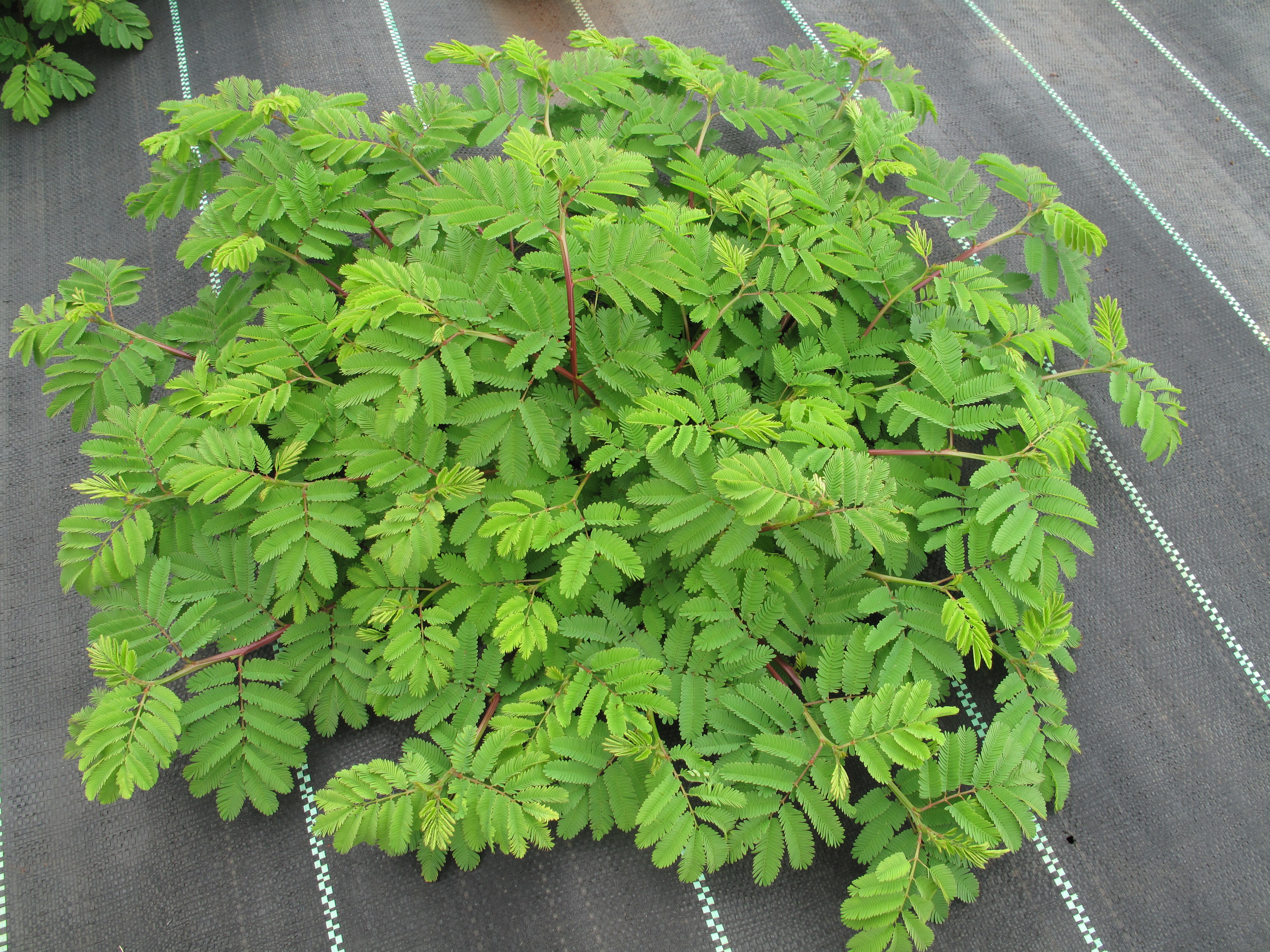
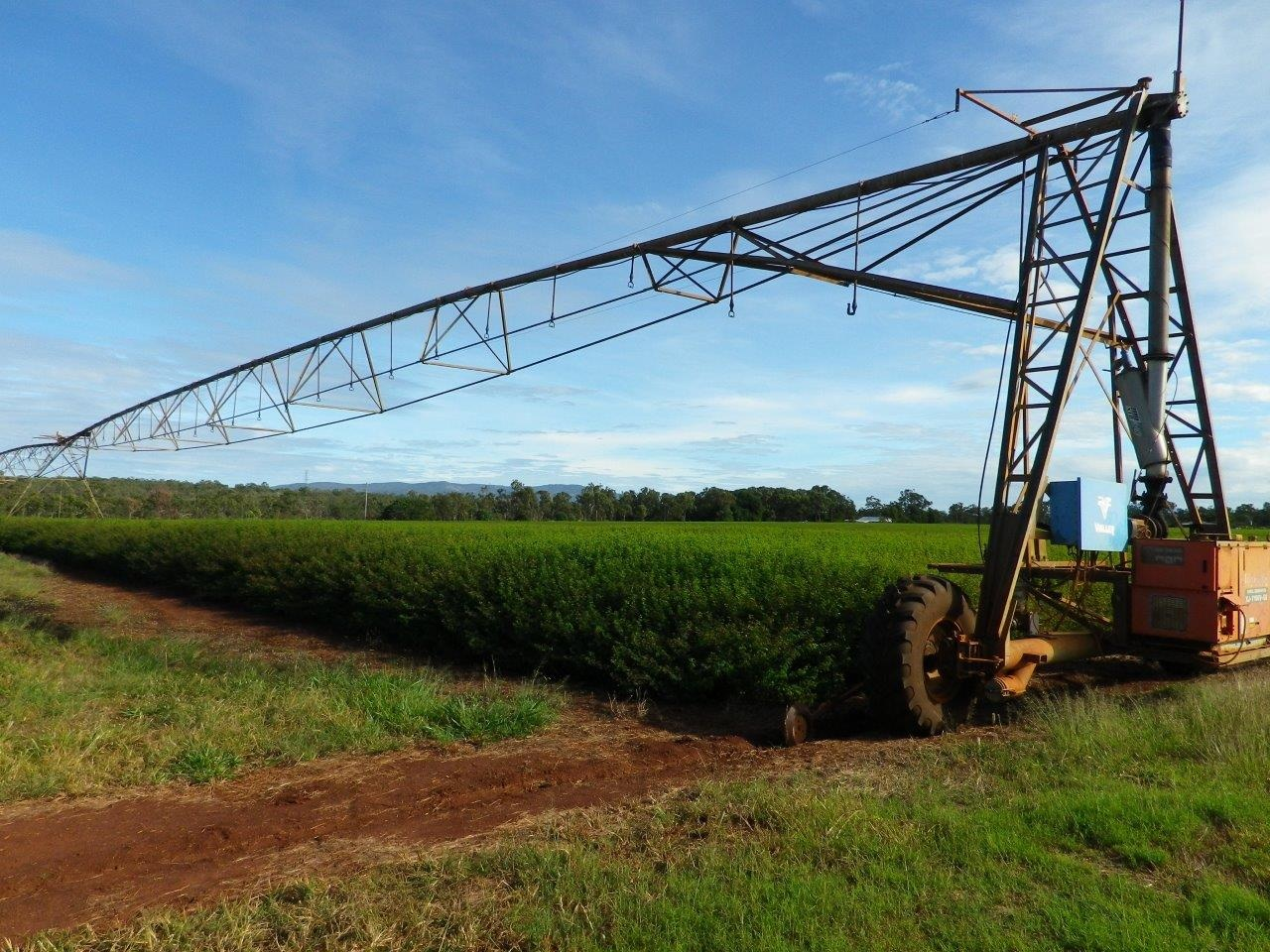